# D’Arcy Carden

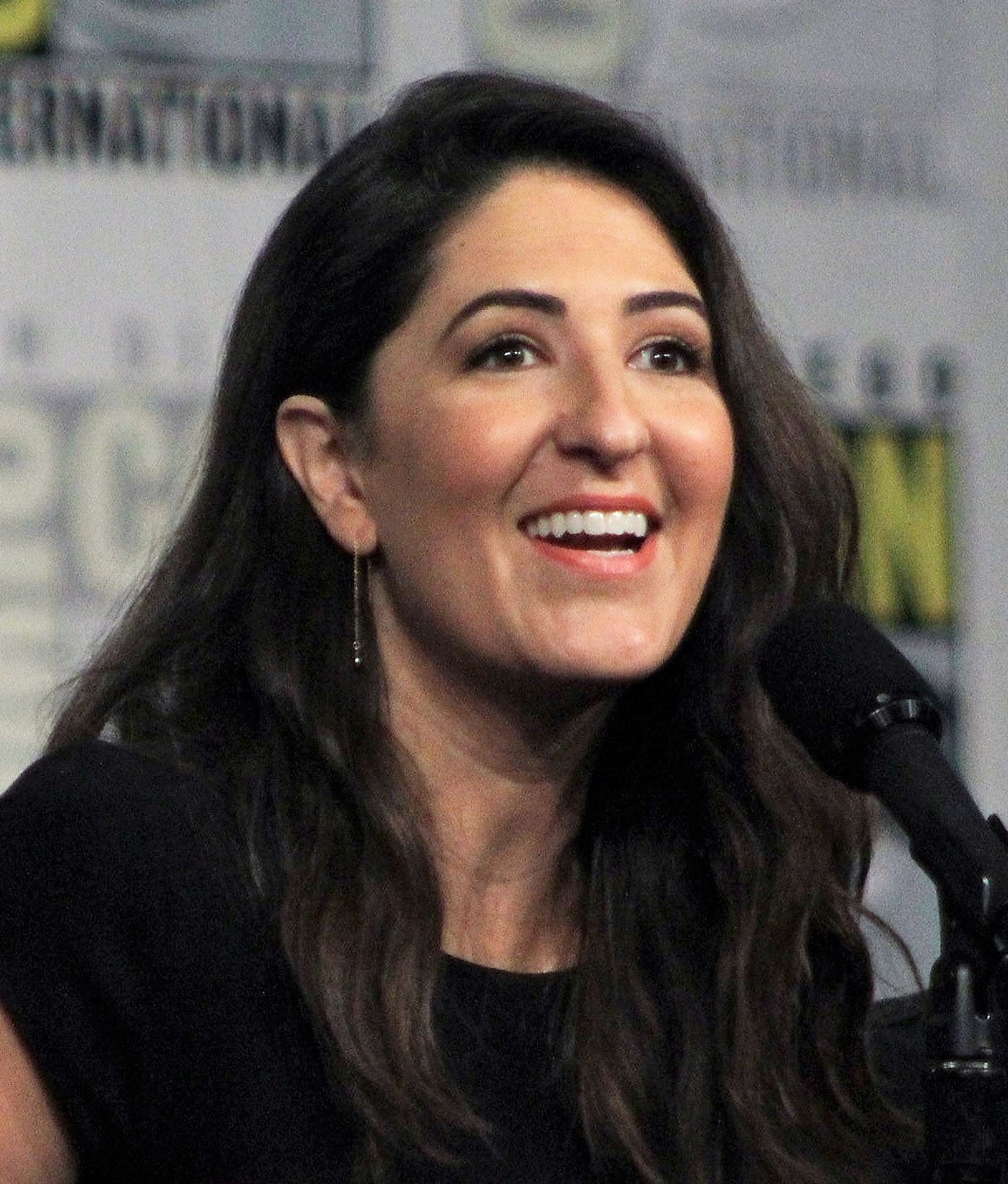
D’Arcy Carden

D’Arcy Carden (geboren als Darcy Erokan am 4. Januar 1980 in Danville, Kalifornien, Vereinigte Staaten) ist eine US-amerikanische Schauspielerin und Komikerin.

## Leben
Darcy Erokan wurde am 4. Januar 1980 in Danville, Kalifornien in den Vereinigten Staaten geboren. Ihr Vater, Dennis Erokan, spielte im lokalen Gemeinschaftstheater und gründete eine Musikzeitschrift namens BAM. Sie hat zwei Schwestern und einen Bruder. Darcy fügte der Schreibweise ihres Namens einen Apostroph hinzu als sie in der Junior Highschool war, um D’arcy Wretzky von der Band The Smashing Pumpkins nachzuahmen.
1998 absolvierte sie die San Ramon Valley High School und studierte an der Southern Oregon University Bildende Kunst und schloss dies mit dem Bachelor ab.
Carden ist mit dem Produzenten Jason Carden verheiratet. Seit 2016 leben sie gemeinsam in Los Angeles.

## Karriere
Nach ihrem Studium zog sie nach New York, wo sie von einem Freund zu einer Improvisations-Comedyshow am Upright Citizens Brigade Theater eingeladen wurde. Dies gefiel ihr so gut, dass sie mit der Gruppe weiter arbeitete. Sie begann damit im Jahr 2004, ging später auch auf Tour und ist in den UCB Comedy Originals zu sehen. Später bekam sie mehrere Schauspielrollen in Kurzfilmen und kleineren Sitcoms sowie anderen Comedy-Programmen. Weitere Bekanntheit erlangte sie 2016 durch die Rolle als Janet in der Serie The Good Place, die in mehreren Sprachen veröffentlicht wurde.

## Filmografie

### Film
- 2009: Homeschooled
- 2010: Pet-O-Rama
- 2011: Bachelorette Ashley Is Single Again
- 2011: Mob Wives
- 2013: iSteve
- 2013: The To Do List
- 2013: Anna Kendrick Goes K-Pop with F(x)
- 2014: I Know You Think I Farted
- 2014: We Make That Lemonade
- 2015: Unengaged
- 2016: Other People
- 2018: Papi Chulo
- 2019: Greener Grass
- 2022: Shotgun Wedding – Ein knallhartes Team (Shotgun Wedding)
- 2024: The Gutter
- 2024: Sketch
- 2024: Turn Me On

### Fernsehen
| Jahr                     | Fernsehsendung/serie   | Rolle als                                   |
| ------------------------ | ---------------------- | ------------------------------------------- |
| 2009–2013                | UCB Comedy Originals   | sie selbst                                  |
| 2009–2011                | Rhonda Casting         | Rhonda Basmati                              |
| 2010                     | Naked in a Fishbowl    | Lucy                                        |
| 2011–2012                | Jest Originals         | Mutter / D’Arcy / Ehefrau des Zeitreisenden |
| 2013                     | Inside Amy Schumer     | Emily                                       |
| 2013–2015                | Comedy Bang! Bang!     | Barbara Fleen / Assistent                   |
| 2014–2016                | Broad City             | Gemma                                       |
| 2014–2016                | CollegeHumor Originals | Denier                                      |
| 2015                     | Adam Ruins Everything  | zukünftige Frau                             |
| 2016                     | Crazy Ex-Girlfriend    | Mädchen                                     |
| 2016–2020                | The Good Place         | Janet                                       |
| 2018                     | Bonding                | Daphne                                      |
| 2018–2023                | Barry                  | Natalie                                     |
| 2022                     | A League of Their Own  | Greta Gill                                  |
| 2024                     | Nobody Wants This      | Ryann                                       |
| 2025 The Handmaid's Tale |                        |                                             |